# Kállay Ernő (orvos)
Kállay Ernő Kállay (Budapest, 1915. március 4. – 2001. február 19.) orvos, orvosi szakíró.

## Életútja
Középiskoláit a kolozsvári Református Kollégiumban végezte (1934), a kolozsvári egyetem orvosi karán szerzett doktorátust (1942), ahol az örökléstani intézet gyakornoka, majd tanársegéde (1941–44). Oklándon iskolaorvos és francia nyelvtanár (1947–48), majd a Székelyudvarhelyi Tüdőgondozó főorvosa 1960-ig. 1960-ban letartóztatták társadalmi rend elleni szervezkedés vádjával. 1961-ben a Kolozsvári Katonai Törvényszék nyolc év szabadságvesztésre ítélte. 1964-ben szabadult. 1964-től a brassói gyermekpreventórium tüdőgyógyász főorvosa, a fogarasi (1978–80) és kőhalmi (1980–82) tüdőgondozó megszervezője; 1982-től újra Brassóban főorvos nyugalomba vonulásáig (1983).
Első cikkét az Ifjú Erdély közölte (1934), versei, társadalmi tanulmányai itt s az Erdélyi Fiatalok, Új Cimbora, Hitel hasábjain jelentek meg. Magyar–román vegyes házasságok négy Szamos menti községben című cikksorozatát a Hitel különlenyomatban is kiadta (1944). A Március című főiskolás lap egyik szerkesztője (1943–44). Tüdő- és gyermekgyógyászati gyakorlatából eredő tapasztalatait a tüdővérzések novokainkezeléséről s a varicella új gyógymódjáról a Revista de Ftiziologie hasábjain adta közre (1959).

## Kötete
- Vércsoportvizsgálatok kalotaszegi községekben (társszerzésben tanárával, Csik Lajos biológussal. Az ETI kiadása, Kolozsvár, 1942).